# Case Nuove (Prato)
Le Case Nuove sono un edificio seicentesco che fa da sfondo alla grande piazza Mercatale di Prato.

## Storia e descrizione
La parte centrale dell'edificio, detta il palazzotto, fu progettata da Giovan Battista Foggini, scultore e architetto granducale, come investimento immobiliare per il Ceppo, una grande organizzazione benefica esistente fin dal medioevo.
Le parti laterali, pensate inizialmente come appartamenti per soldati, vennero invece realizzate seguendo un progetto di Dionigi Guerrini.
La costruzione aveva anche lo scopo di riqualificare e dare decoro urbano alla piazza del Mercatale di cui rappresenta il monumentale fondale architettonico sul lato corto.
Esse rappresentano un esempio pionieristico di tipologia di residenza plurifamiliare, essendo costituite da appartamenti distribuiti da scale condominiali, simili agli attuali edifici residenziali della tipologia detta "in linea".
Nel 1703 i Gesuiti vi posero la sede provvisoria del convitto Cicognini.
Dalla seconda metà del 1800 il complesso venne venduto a privati.